# Alexius Battyan
Alexius Battyan (* 8. Februar 1921 in Kirchfidisch/Burgenland; † 19. Oktober 2011 Graz) war ein österreichischer General und von 1980 bis 1985 Kommandant des I. Korps des österreichischen Bundesheeres.

## Leben
Alexius Battyan wurde nach der Matura an der Lehrerbildungsanstalt Oberschützen am 15. November 1940 zur deutschen Wehrmacht einberufen. Nach der Grundausbildung absolvierte er seine Offiziersausbildung bei der FlAK-Artillerie, unterbrochen durch einen halbjährigen Fronteinsatz im Russlandfeldzug. Im April 1942 zum Leutnant befördert, diente er als Zugskommandant im Flak-Regiment 288 im Raum Bremen und anschließend als Batteriekommandant im Flakregiment 222 im Nordabschnitt der russischen Front. Nach Verwundung im Sommer 1943 wurde er nach seiner Genesung im November 1943 zum Flakregiment 155 versetzt, das mit der V1-Rakete ausgerüstet wurde. Das Regiment war ab April 1944 in der Normandie und machte nach der Invasion den Rückzug durch Frankreich mit. Im Oktober 1944 wurde er Oberleutnant. Der letzte Einsatz des auf 2-cm-Vierlings-Flak umgerüsteten Regiments erfolgte Anfang 1945 am Niederrhein. Zu Kriegsende in britische Kriegsgefangenschaft geraten, kehrte er im Oktober 1945 nach Hause zurück, vollendete seine Lehrerausbildung und wirkte als Lehrer in Trieben und zuletzt als Direktor der Hauptschule und Berufsschule in Rottenmann.
Am 20. Oktober 1955 wurde er als Oberleutnant in das neue Bundesheer übernommen und Ende November nach Bregenz zur provisorischen Grenzschutzabteilung Nr. 9, ab April 1956 zum Jägerbataillon 23 umbenannt, entsandt. Im Juli dieses Jahres wurde er zur Neuaufstellung des Panzerbataillons 4 nach Graz versetzt und zum Kommandanten der Stabskompanie und zum – gerade in dieser Phase wichtigen – Kraftfahroffizier und Leiter der Fahrschule bestellt. Von Dezember 1959 bis Dezember 1962 absolvierte er den 3. Generalstabskurs. Zum Major des Generalstabs befördert, wurde er am 1. Jänner 1963 zum Chef des Stabes des Militärkommandos Steiermark ernannt. 1965 wurde er Oberstleutnant des Generalstabes und 1968 Oberst des Generalstabes.
Nach kurzer Dienstzuteilung zur Führungsabteilung im Bundesministerium für Landesverteidigung erfolgte im Herbst 1971 seine Berufung zur Führung des Militärkommandos Steiermark und mit 15. November dieses Jahres seine Ernennung zum Militärkommandanten. In dieser Stellung, die er acht Jahre hindurch innehatte, aber auch schon vorher als Chef des Stabes, war er maßgeblich am Auf- und Ausbau des Militärkommandos Steiermark und der steirischen Milizverbände beteiligt. Auch um die gute Zusammenarbeit mit den zivilen Behörden und Organisationen des Landes machte er sich verdient. Am 1. April 1980 wurde er zum Kommandanten des I. Korps bestellt, dem die Führung aller Truppen in der Osthälfte Österreichs oblag. In dieser Position war er maßgeblich an der Umsetzung der Raumverteidigungskonzepts in die Praxis beteiligt. Nachdem er bei Übernahme des Kommandos zum Generalmajor befördert worden war, erfolgte am 15. Juli 1981 die Beförderung zum General. Mit 31. März 1985 trat er in den Ruhestand.

## Ehrungen
- 1967: Silbernes Ehrenzeichen für Verdienste um die Republik Österreich
- 1973: Ehrenmitglied der Marinekameradschaft Tegetthoff in Graz
- 1975: Großes Ehrenzeichen für Verdienste um die Republik Österreich
- 1983: Großes Goldenes Ehrenzeichen für Verdienste um die Republik Österreich[2]
- 1985 widmete ihm Rudolf Bodingbauer den General-Battyan-Marsch[3]
- 1992: Bürger der Landeshauptstadt Graz[4]
- 1996: Sportverdienstzeichen des Bundeslandes Steiermark in Gold[5]
- Ehrenbürger der Gemeinde Tauplitz[1]
- Ehrenring der Marktgemeinde Stainz[1]
- Ehrenmitglied des Steirischen Kameradschaftsbundes (OV Tauplitz)[6]
- Kommandeur der französischen Ehrenlegion